# Ватерлоо (станція метро)

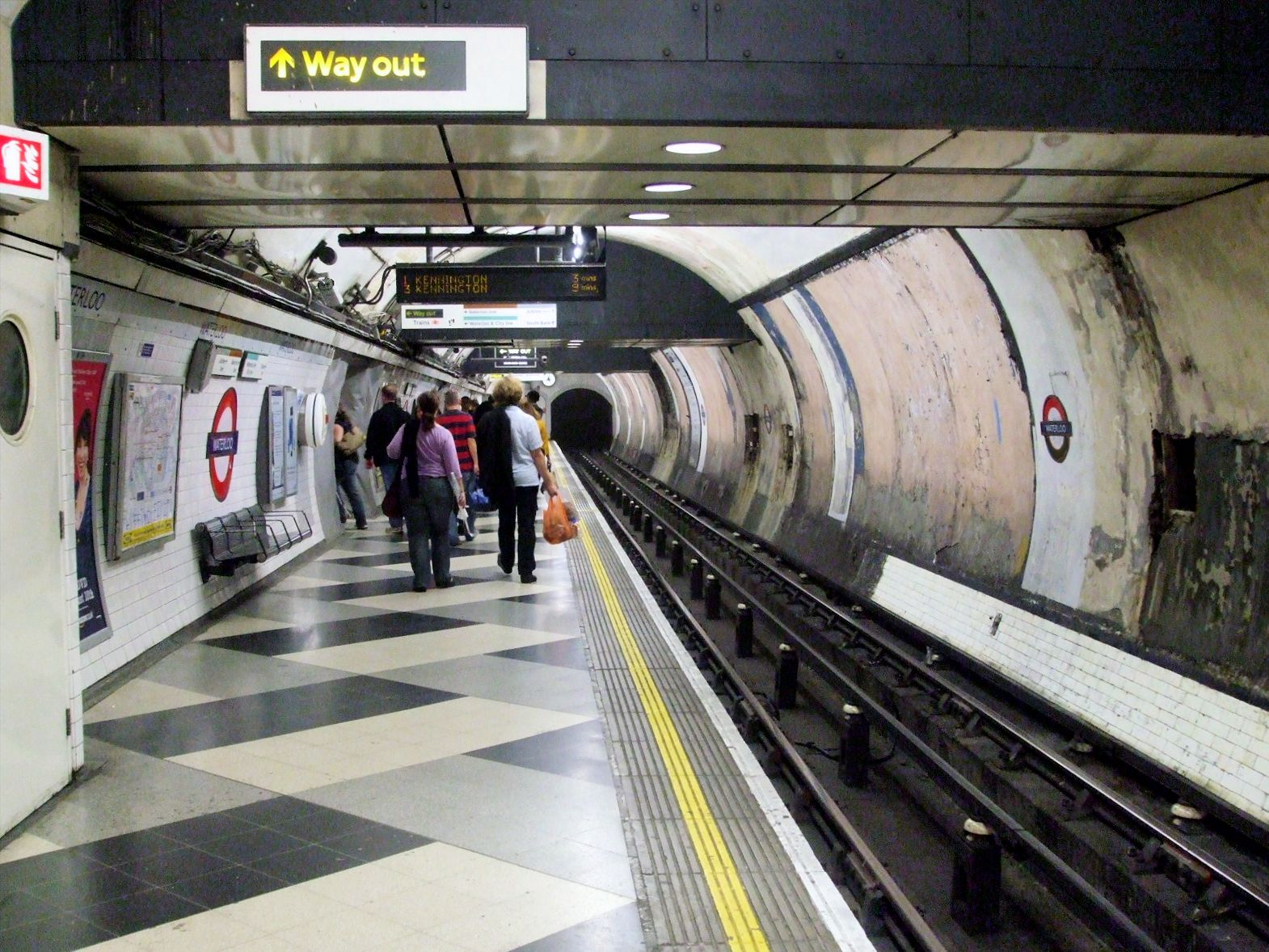
Платформа метростанції Ватерлоо, Північна лінія

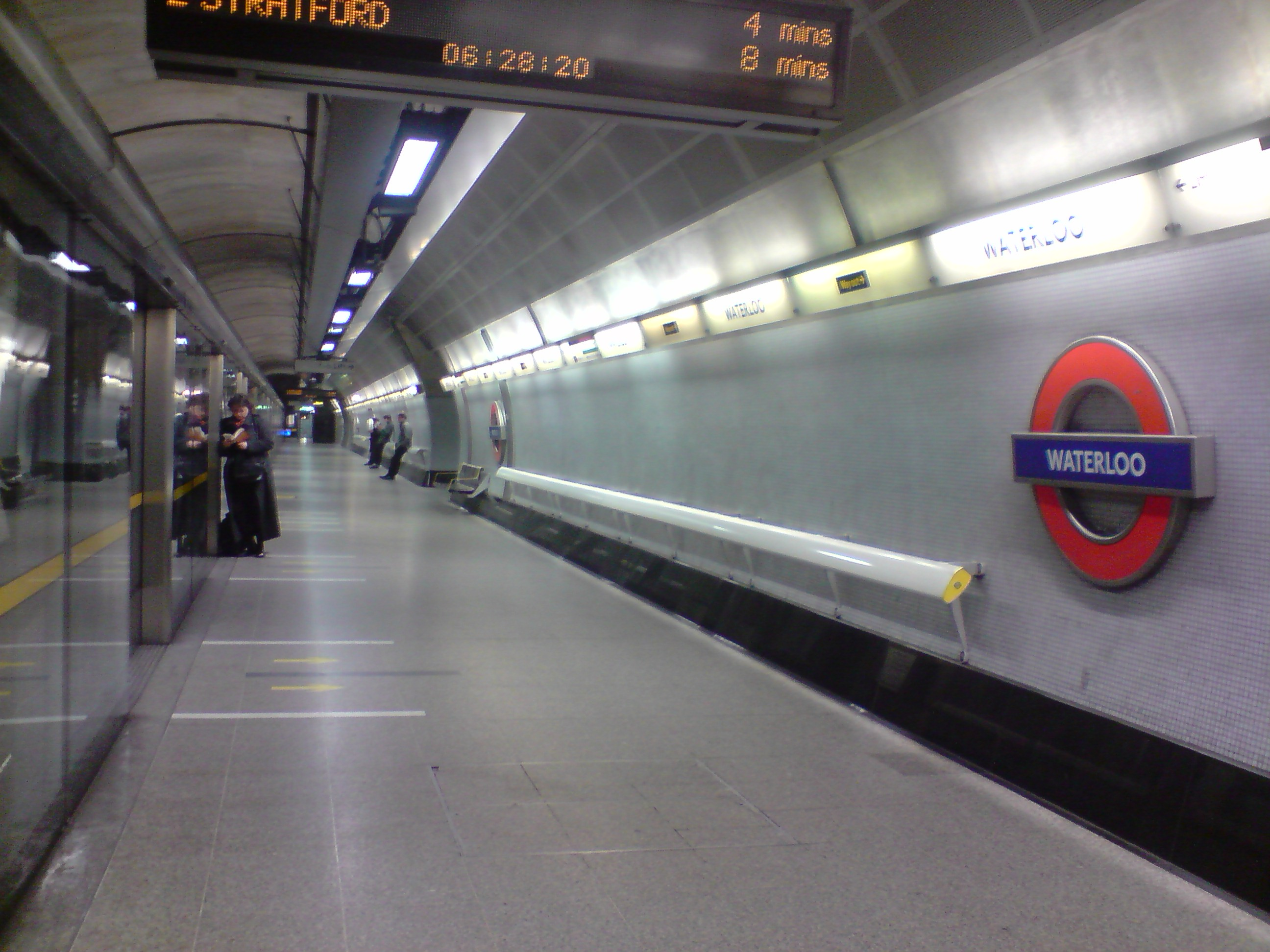
Платформа метростанції Ватерлоо, лінія Джубилі

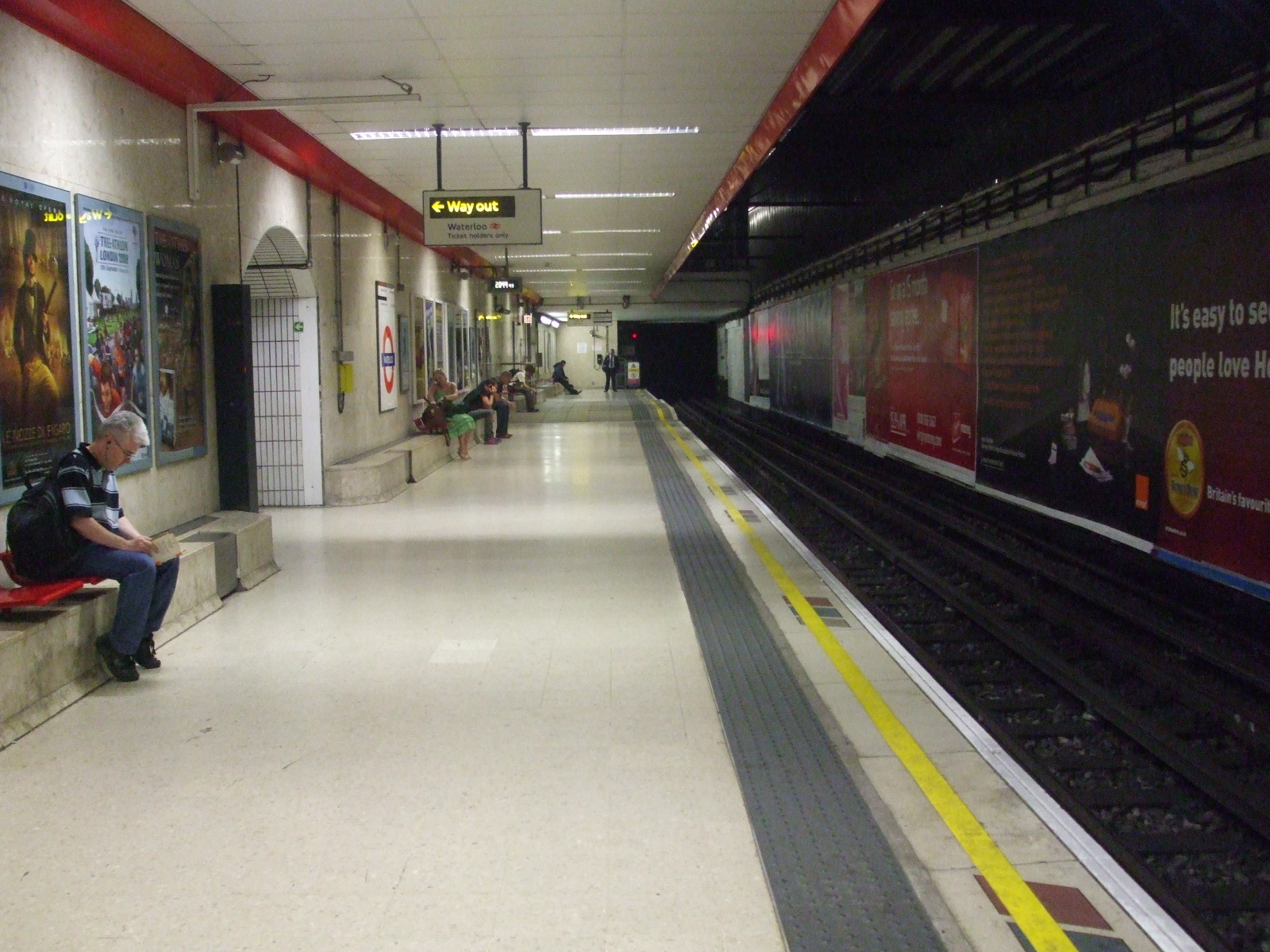
Платформа метростанції Ватерлоо, лінія Ватерлоо-енд-Сіті

51°30′09″ пн. ш. 0°06′47″ зх. д. / 51.5025° пн. ш. 0.113° зх. д.
Ватерлоо (англ. Waterloo) — станція Лондонського метро, обслуговує лінії Бейкерлоо, Джубилі, Північна та Ватерлоо-енд-Сіті, розташована під вокзалом залізничної станції Ватерлоо. Станом на 2017 рік, це друга за пасажирообігом станція Лондонського метро — 91,27 млн осіб. Станція розташована у 1-й тарифній зоні біля Саут-Банк річки Темзи, у лондонському районі Ламбет, у кроковій досяжності від Лондонського ока. На станції заставлено тактильне покриття.

## Історія
Перша підземна станція у Ватерлоо була відкрита 8 серпня 1898 р. Waterloo & City Railway (W&CR), дочірньою компанією London and South Western Railway (L & SWR).
10 березня 1906 року були відкрити платформи на Baker Street & Waterloo Railway (BS&WR, нині лінія Бейкерлоо), 13 вересня 1926 року — на Hampstead & Highgate line (нині Північна лінія), 24 вересня 1999 — на Джубилі

## Пересадки
Пересадки на автобуси маршрутів: 1, 4, 26, 59, 68, 76, 77, 139, 168, 171, 172, 176, 188, 211, 243, 341, 381, 507, 521, RV1, X68 та нічних маршрутів: N1, N68, N76, N171, N20, N343, N381.